# Lỗ danh
Lỗ danh hay cây mù mắt, cây hoa dài (danh pháp hai phần: Hippobroma longiflora) là một loài thực vật có hoa trong họ Hoa chuông. Tuy là loài đặc hữu của vùng Caribe, loài này cũng được tìm thấy tại những vùng nhiệt đới châu Mỹ và châu Đại Dương.
Loài cây này có chứa hai ancaloit piridin: lobelin và nicotin. Những ảnh hưởng do nicotin và lobelin gây ra tương đối giống nhau, với những tác động vào thần kinh với lượng nhỏ và xuất hiện những triệu chứng khó chịu như nôn mửa, liệt cơ, run người với lượng tiếp xúc lớn hơn. Với lý do này, H. longiflora thường được nhắc đến với tính độc và những ứng dụng của nó trong khoa học nghiên cứu về quan hệ giữa thực vật với con người.
Khi dọn cỏ này, nên mang bao tay: nhựa cây là chất độc có thể thấm qua da, và chỉ một lượng rất nhỏ nhựa cây dây vào mắt cũng có thể gây mù.

## Hình ảnh

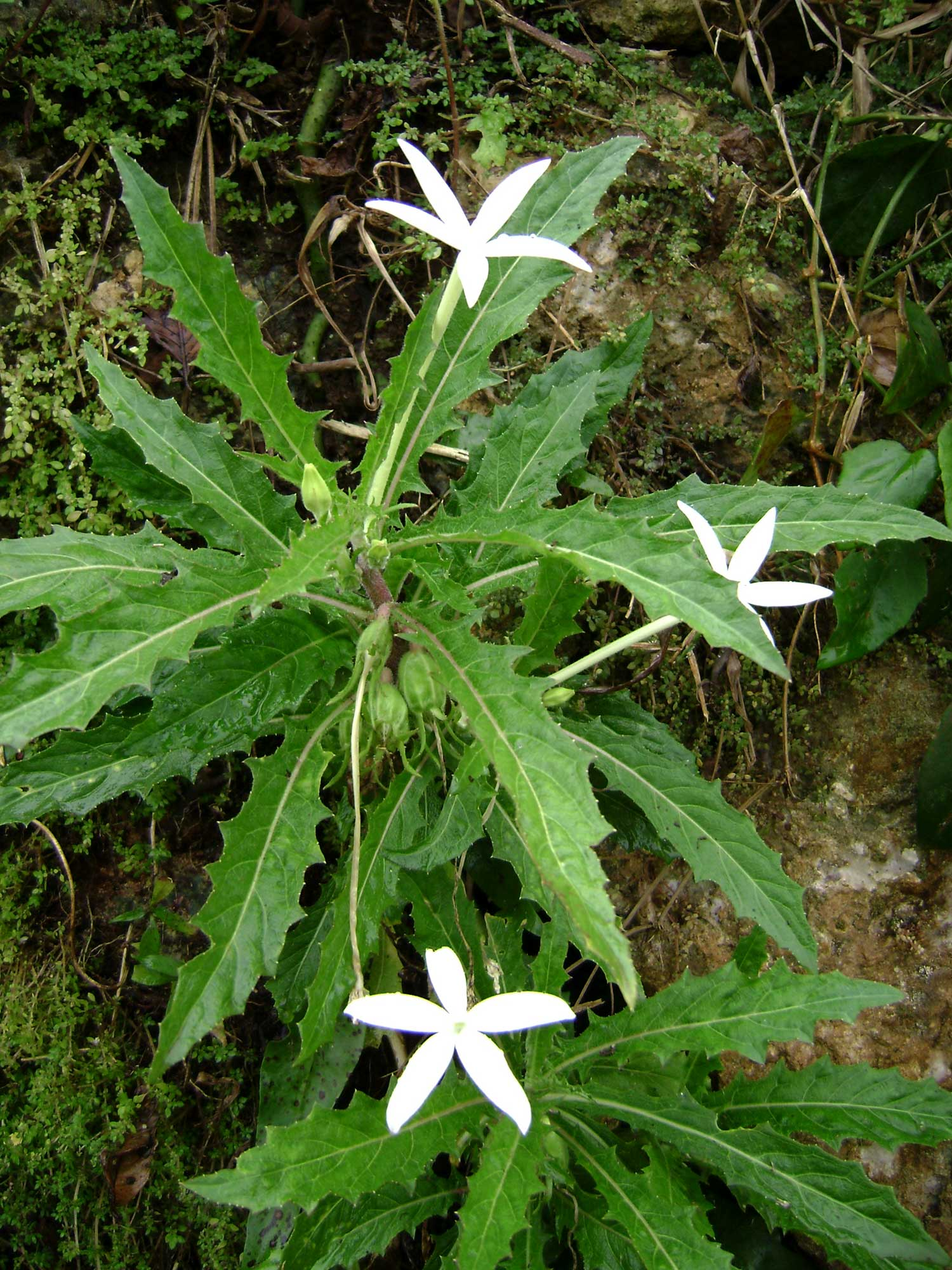
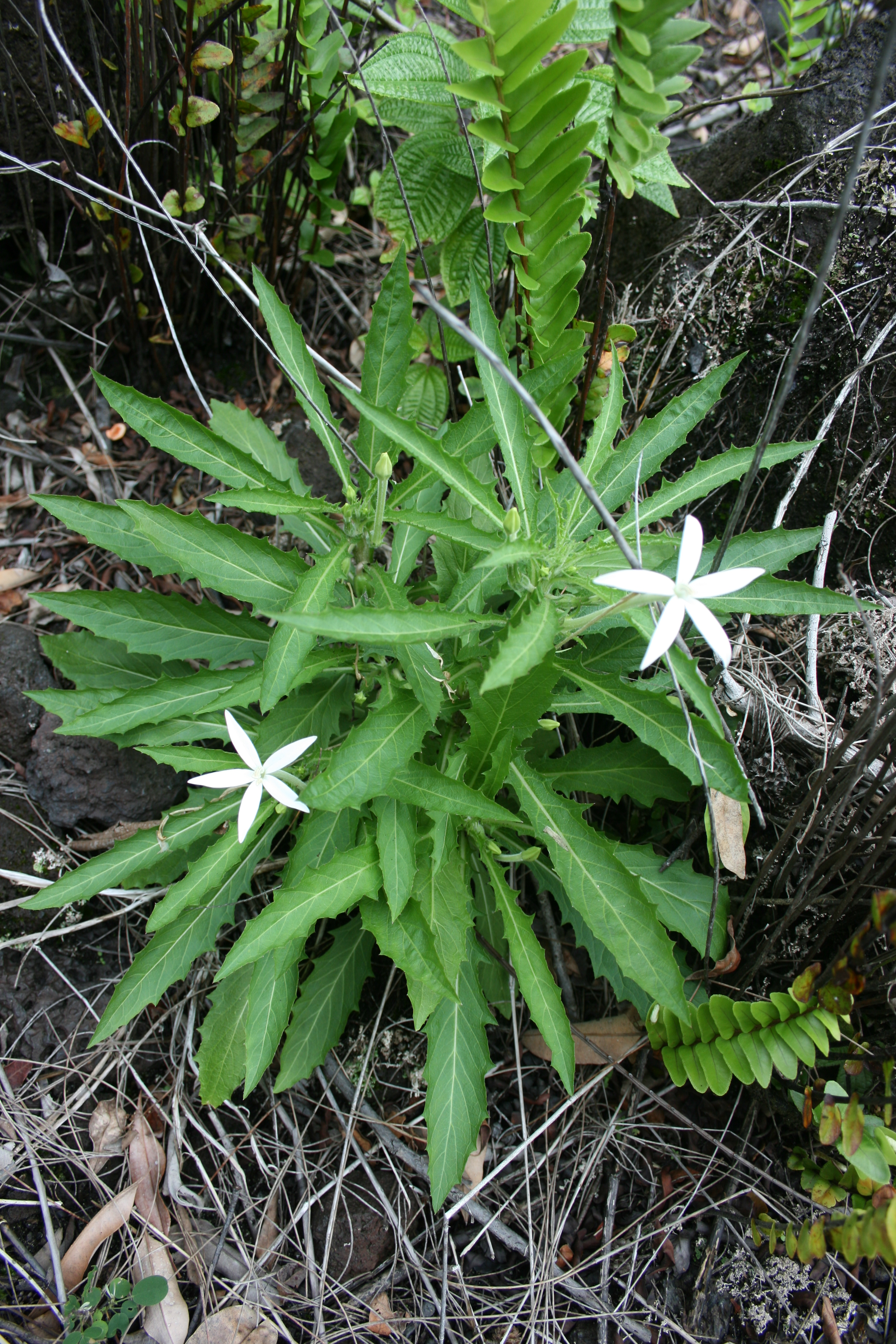
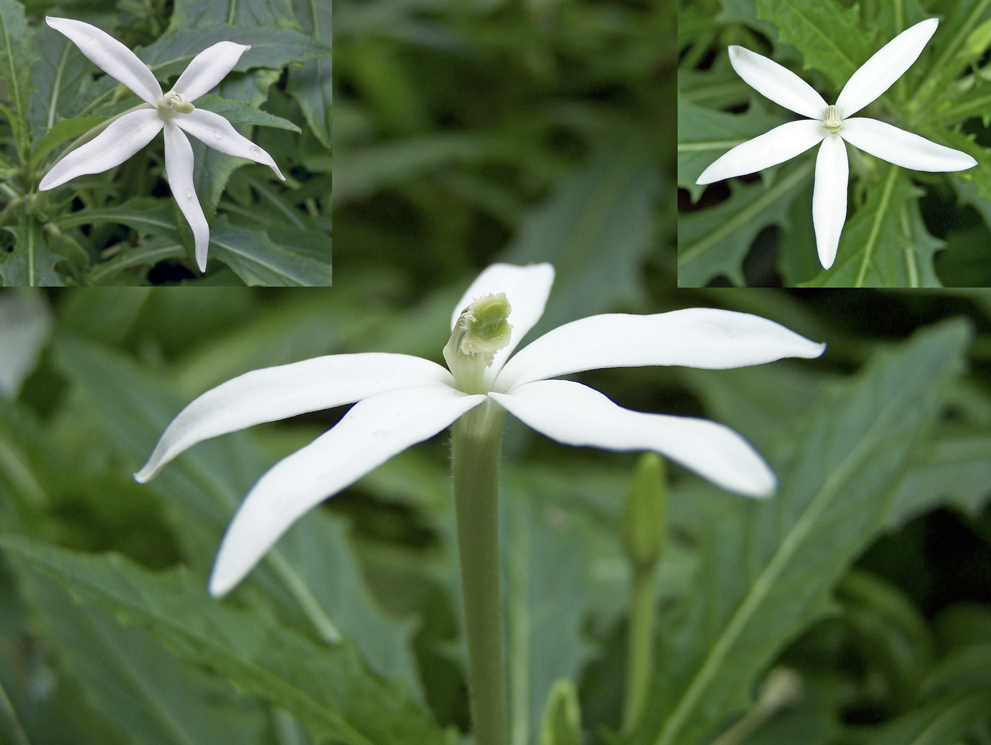